# La Croix-sur-Ourcq
La Croix-sur-Ourcq es una comuna francesa, situada en el departamento de Aisne, de la región de Alta Francia.

## Demografía
| 119 | 124 | 96 | 108 | 117 | 91 | 95 | 108 |
| Para los censos de 1962 a 1999 la población legal corresponde a la población sin duplicidades (Fuente: INSEE [Consultar]) |     |    |     |     |    |    |     |